# 大野拓弥
大野 拓弥（おおの たくや、1986年9月8日 - ）は、日本中央競馬会(JRA)に所属する騎手。

## 来歴
父は馬主の大野裕。
小学校6年生のときに乗馬クラブに行き、乗馬を始めたことがきっかけで騎手を目指す。
2002年、21期生として競馬学校に入学。同期には小島太一、鮫島良太、塚田祥雄、中村将之らがいる。目標とする騎手は横山典弘騎手。また、騎手のなかでは、比較的珍しい左利きである。ペンも箸も左手で持つ。
2005年に杉浦宏昭厩舎所属でデビュー。初騎乗は3月5日、中京第1競走でナンヨージルバに騎乗したが、スタート直後に落馬し競走中止。3月13日に中山第4競走のフレンチクルーラーで初勝利。この年は11勝を挙げ、民放競馬記者クラブ賞を受賞した。
重賞初騎乗は2006年4月23日、フローラステークスでミルキーウェイに騎乗し、18番人気で6着。
GI初騎乗は2007年5月20日、優駿牝馬でマイネルーチェに騎乗し、15番人気で6着。
2008年7月16日に所属をフリーに変更した。
2009年3月14日2回中京1日9Rサラ4歳以上500万下・レオプログレスで1着となりJRA通算100勝達成。
2010年5月8日、新潟競馬 3歳未勝利マシラに騎乗し、単勝33,150円、3連単6,711,890円で当時の新潟競馬史上最高払戻金となる。
2011年1月23日、小倉競馬 2歳未勝利 ゴールドロジャーに騎乗、デビューから7年連続・JRA現役騎手最多となる9回目の単勝万馬券を記録し、単勝万馬券男として週刊Gallop 7月10日号で「7年連続で単勝万馬券を出してる男、知ってる？」という表題で取り上げられる（9回の単勝万馬券はJRA現役騎手最多、7年連続は新記録）。
2011年12月10日、第47回中日新聞杯（小倉競馬場）で11番人気のコスモファントムに騎乗、1着となり初の重賞競走勝利を挙げた。
2012年9月2日、第48回新潟記念（新潟競馬場）で7番人気のトランスワープで優勝し、函館記念、新潟記念の2勝で2012サマー2000シリーズのチャンピオンとなる。10月27日には新潟1Rをウインバーディで勝利しJRA通算200勝を達成。
2012年12月26日、日刊スポーツ新聞社制定、日本中央競馬会協賛の「中央競馬騎手年間ホープ賞」を受賞する。受賞理由は「トランスワープで重賞2勝をあげ、2012サマー2000シリーズチャンピオンに導いたこと、自身最多となる48勝を挙げトップジョッキーの仲間入りとなったこと、今年更なる飛躍が期待できること」などがあげられている。
2014年10月5日、第48回スプリンターズステークスで13番人気のスノードラゴンで優勝。GI10回目の挑戦で初勝利を挙げた。12月、香港スプリントに同馬で海外初騎乗（8着）。
2015年8月2日、新潟6Rをボーアムルーズで勝利し、JRA通算300勝を達成。
2017年8月26日、新潟1Rをスターフィールドで勝利し、JRA通算400勝を達成。
2019年1月27日、東京8Rでハルクンノテソーロに騎乗し勝利。JRA通算500勝を達成。
2021年4月11日、この日は中山2R、3R、6Rと勝利し迎えた9Rでアカノニジュウイチで1着となり、1日で一気に4勝を挙げ史上78人目、現役32人目となるJRA通算600勝を達成した。
2022年6月から短期免許を取得しておよそ3ヶ月の予定でフランスに遠征。6月12日にはシャンティイで開業している清水裕夫厩舎の管理馬・ザビッグショートで、フランスでの初騎乗・初勝利を果たしている。
同年6月19日にはディアヌ賞(日本ではオークスに相当)で、同じく清水裕夫厩舎の管理馬・フォールインラブに騎乗。「いい馬だが、G1を走るレベルではない」と酷評する欧州メディアもあった中、単勝108倍、18頭中(内1頭は出走取消)15番人気という低評価ながら、15番枠からゆっくりとスタートし後方内々から進め、直線、馬群をさばいて5着に入る大健闘を見せた。8月18日にはディエップ競馬場の一般レース（2Ｒ＝芝1800メートル）でライジングブラストに騎乗し、現地での2勝目を挙げ、フランスの通算成績は20戦2勝（2着2回、3着2回）となった。
2024年3月23日、中山9RブラッドストーンSで、1番人気のシアージストに騎乗し勝利。1万2774戦目で史上67人目、現役28人目となるJRA通算700勝を達成した。

## 主な騎乗馬
太字はGIおよび統一GI
- サウンドトゥルー（2015年東京大賞典、2016年チャンピオンズカップ、2017年JBCクラシック[29]）
- スノードラゴン（2014年スプリンターズステークス[30]）
- コスモファントム （2011年中日新聞杯[31]）
- トランスワープ （2012年函館記念[32]、新潟記念[33]）
- ヒットザターゲット （2013年小倉大賞典[34]）
- インカンテーション （2013年レパードステークス[35]、2014年みやこステークス[36]）
- ホワイトフーガ（2015年関東オークス[37]、JBCレディスクラシック[38]、2016年TCK女王盃[39]）
- アナザートゥルース （2019年アンタレスステークス[40]）
- タイムトゥヘヴン（2022年ダービー卿チャレンジトロフィー[41]）
- オールパルフェ（2022年デイリー杯2歳ステークス）[42]
- アラタ（2024年福島記念）[43]

## 騎乗成績
| 年度   | 1着 | 2着 | 3着 | 騎乗数 | 勝率 | 連対率 | 複勝率 | 表彰                     |
| ------ | --- | --- | --- | ------ | ---- | ------ | ------ | ------------------------ |
| 2005年 | 11  | 16  | 15  | 310    | .035 | .087   | .135   |                          |
| 2006年 | 31  | 32  | 36  | 576    | .054 | .109   | .172   |                          |
| 2007年 | 28  | 36  | 38  | 633    | .044 | .101   | .161   |                          |
| 2008年 | 23  | 33  | 39  | 578    | .040 | .097   | .164   |                          |
| 2009年 | 17  | 22  | 28  | 571    | .030 | .068   | .117   |                          |
| 2010年 | 14  | 21  | 35  | 484    | .029 | .072   | .145   |                          |
| 2011年 | 34  | 30  | 36  | 660    | .052 | .097   | .152   |                          |
| 2012年 | 48  | 56  | 61  | 778    | .062 | .134   | .212   | 中央競馬騎手年間ホープ賞 |
| 2013年 | 37  | 59  | 57  | 782    | .047 | .123   | .196   | フェアプレー賞（関東）   |
| 2014年 | 40  | 42  | 36  | 708    | .056 | .116   | .167   | フェアプレー賞（関東）   |
| 2015年 | 29  | 53  | 58  | 745    | .039 | .110   | .188   |                          |
| 2016年 | 52  | 59  | 55  | 849    | .061 | .131   | .196   | フェアプレー賞（関東)    |
| 2017年 | 56  | 62  | 69  | 828    | .068 | .143   | .226   |                          |
| 2018年 | 75  | 73  | 78  | 871    | .086 | .170   | .259   |                          |
| 2019年 | 51  | 56  | 83  | 785    | .065 | .136   | .242   | フェアプレー賞（関東)    |
| 2020年 | 35  | 60  | 67  | 707    | .050 | .134   | .229   | フェアプレー賞（関東)    |
| 2021年 | 53  | 44  | 60  | 678    | .078 | .143   | .232   |                          |
| 2022年 | 25  | 20  | 28  | 507    | .049 | .089   | .144   |                          |
| 2023年 | 31  | 38  | 42  | 587    | .053 | .118   | .189   |                          |
| 2024年 | 10  | 7   | 11  | 138    | .072 | .123   | .203   |                          |
| 通算   | 700 | 819 | 932 | 12776  | .055 | .119   | .192   |                          |

- JRA公式/騎手名鑑[3]、2024年3月23日現在

|            | 日付           | 競馬場・開催    | 競走名             | 馬名               | 頭数 | 人気 | 着順 |
| ---------- | -------------- | --------------- | ------------------ | ------------------ | ---- | ---- | ---- |
| 初騎乗     | 2005年3月5日   | 1回中京1日目1R  | 3歳未勝利          | ナンヨージルバ     | 15頭 | 7    | 中止 |
| 初勝利     | 2005年3月13日  | 2回中山6日目4R  | 3歳未勝利          | フレンチクルーラー | 16頭 | 2    | 1着  |
| 重賞初騎乗 | 2006年4月23日  | 2回東京2日目11R | フローラステークス | ミルキーウェイ     | 18頭 | 18   | 6着  |
| 重賞初勝利 | 2011年12月10日 | 5回小倉5日目11R | 中日新聞杯         | コスモファントム   | 15頭 | 11   | 1着  |
| GI初騎乗   | 2007年5月20日  | 3回東京2日目11R | 優駿牝馬           | マイネルーチェ     | 18頭 | 15   | 6着  |
| GI初勝利   | 2014年10月5日  | 3回新潟8日目11R | スプリンターズS    | スノードラゴン     | 18頭 | 13   | 1着  |

## 連載
月刊誌競馬最強の法則トレセン最前線コーナー「大野拓弥騎手の今月のひと鞍」が2015年11月現在掲載中。